# Badmintonmeisterschaft von Hongkong 2014
Die Badmintonmeisterschaft von Hongkong des Jahres 2014 trug den vollständigen Namen Bank of China (Hong Kong) Hong Kong Annual Badminton Championships 2014 (chinesisch 2014 中銀香港全港羽毛球錦標賽).	

## Medaillengewinner
| Disziplin    | Gold                          | Silber                    | Bronze                       |
| ------------ | ----------------------------- | ------------------------- | ---------------------------- |
| Herreneinzel | Wei Nan                       | Ng Ka Long                | Wong Wing Ki                 |
| Herreneinzel | Wei Nan                       | Ng Ka Long                | Lee Cheuk Yiu                |
| Dameneinzel  | Yip Pui Yin                   | Cheung Ngan Yi            | -                            |
| Herrendoppel | Fernando Kurniawan Lo Lok Kei | Ng Ka Long Tam Chun Hei   | Chan Yun Lung Lee Chun Hei   |
| Herrendoppel | Fernando Kurniawan Lo Lok Kei | Ng Ka Long Tam Chun Hei   | Ho Wai Lun Chan Tsz Kit      |
| Damendoppel  | Chan Tsz Ka Tse Ying Suet     | Poon Lok Yan Chau Hoi Wah | -                            |
| Mixed        | Chan Yun Lung Tse Ying Suet   | Lee Chun Hei Chau Hoi Wah | Wong Wai Hong Chan Hung Yung |
| Mixed        | Chan Yun Lung Tse Ying Suet   | Lee Chun Hei Chau Hoi Wah | Tang Chun Man Chan Tsz Ka    |